# Споменик независности (Кијев)
Споменик независности је победничка колона која се налази на Тргу Независности у Кијеву, у знак сећања на независност Украјине 1991. године.
Стилски представља мешавину украјинског барока и стила царства . Споменик је подигнут у композиционом центру трга поводом 10. годишњице независности Украјине 2001. године. Сам споменик је колона са Берехињом са гранчицом гуле руже у руци.

## Историја
Споменик Владимиру Лењину је раније стајао на садашњем месту споменика независности, али је демонтиран у септембру 1991. након што је Украјина прогласила независност 24. августа 1991. 
Реконструкција Трга независности почела је тек 2000. године, а од 7. до 21. септембра 2001. одржан је конкурс за пројектовање новог споменика.  Споменик независности је 23. августа 2001. отворио председник Леонид Кучма у знак сећања на 10. годишњицу независности Украјине.  
2014. године, Сергеј Целовалник, предложио је да се споменик замени новим у знак сећања на демонстранте Небеске Стотине убијених током Револуције достојанства .  
Током руске инвазије на Украјину 2022. године, споменик је уврштен на листу места наслеђа која треба да буду заштићена од уништења и бомбардовања.  Уклоњен је са листе због бриге о трошковима и због његове висине. 

## Дизајн
Споменик се састоји од тријумфалног стуба и статуе која се налази на врху. Укупна висина споменика је 61  или 62 метра.   У стубу се налази спирално степениште, на које се особа може попети и имати поглед над Кијевом. 